# Чакарера
Чакарера (ісп. chacarera, «селянка») — це аргентинський народний танець і музика. Через народну музику танцю аргентинці протиставляють чакареру космополітичному танго. Один з найпоширеніших в Аргентині танців на вечірках, нарівні з самбою, гато та ескондідо.

## Історія
Вважається, що танець походить з барокової хореографії пантомімічних танців «про справи сердечні», таких як сарабанда, яку танцювали у європейських салонах у XVI–XVII ст., а в Америці поширилася починаючи з Перу. Згадки про чакареру у письмових документах з'являються лише у кінці XIX століття, наприклад, що у провінції Тукуман її танцюють з 1850 року. Серед інших згадок такі:
- Французький мандрівник Паяр у своїй хроніці «Мандрівки на півдні провінції Буенос-Айреса» (1885) згадує, що бачив, як чакареру танцювали у продуктовому магазині в провінції (тепер партідо Тапальк).
- Хоакін Гонзалес у творі «Мої гори» описує свято врожаю в кінці року, яке селяни закінчували танцями, найчастіше чакарерою.
- У 1909 році газета аргентинської провінції Тукуман у хроніці танців карнавалу пише, що ґато і чакареру танцювали без тієї витонченості, яка цим народним танцям властива.
- У 1912 році газета «El Orden» тієї ж провінціє описує місцеве свято «Yerba Buena», яке закінчилося типовим танцем чакарера.[2]

Усна традиція називає місцем походження чакарери провінцію Сантьяго-дель-Естеро. Там з'являються перші вірші до чакарери, написані на рідній для місцевості мові кечуа.
Висновки про розвиток чакарери можна робити лише з появою звукозапису. Репертуар чакарери можна прослідковувати від першого запису, зробленого Андресом Часаррета у 1911 році, але сучасний стиль кристалізувався у записах фолк-гурту 1950-х років Los Hermanos Abalos, і зараз він поширений по всій Аргентині з відмінними варіантами у Сантьяго-дель-Естеро і Сальті.

## Музика
Сучасна чакарера — це, зазвичай, затихаючі мінорні мелодії в межах октави, вони здебільшого покладаються на тонічний і домінантний акомпанемент. Вона біритмічна, музична основа має такт ¾, а мелодія — 6/8. Темп швидкий.
Танець складається зі своєрідних куплетів та інструментальної інтерлюдії між ними і у вступі. Сучасні музиканти грають чакареру соло або невеликими ансамблями з вокалом, гітарою, скрипкою та великим барабаном (може бути також арфа чи акордеон).

## Хореографія
Чакарера — парний танець, що зазнав впливу контрадансу і схожий до багатьох ібероамериканських танців, у тому числі чилійської квеки та перуанської марінери. Танцюється без дотиків один до одного. Партнер кружляє навколо своєї партнерки, принаджуючи її притупуванням ноги (запатео), змахами хусточки та «коронацією» і широкими обіймами наприкінці.
В основі хореографії — спеціальна фігура з поступу вперед і відходу назад. Танець складається з двох частин, і друга точно повторює першу.
Фігури звичайної чакарери:
1. Avance y retroceso (поступ і відхід)
2. Giro (хіро, поворот)
3. Vuelta entera (зміна місця партнерами)
4. Zapateo y zarandeo (чоловічі і жіночі прикраси)
5. Vuelta entera (зміна місця партнерами)
6. Zapateo y zarandeo (чоловічі і жіночі прикраси)
7. Media vuelta (неповна зміна місця партнерами)
8. Giro y coronacion (оберт і коронація)[2]

## Костюм
Жіночий: шкіряні черевики на середньому каблуку, пишна спідниця зі складками, сорочка на ґудзиках з пишними рукавами і рюшами. Волосся зібране у коси.
Чоловічий: чоботи, жакет, будь-яка біла чи кольорова сорочка, пояс, широкі штани або шаровари з кишенями, шовкова хустина на шиї.